# Synallaxis maranonica
A Synallaxis maranonica a madarak (Aves) osztályának verébalakúak (Passeriformes) rendjébe és a fazekasmadár-félék (Tyrannidae) családjába tartozó faj.

## Rendszerezése
A fajt Wladyslaw Taczanowski lengyel ornitológus írta le 1879-ben.

## Előfordulása
Dél-Amerikában az Andok-hegységben, Ecuador és Peru területén honos. Természetes élőhelyei a szubtrópusi vagy trópusi síkvidéki esőerdők és lombhullató erdők. Állandó, nem vonuló faj.

## Megjelenése
Testhossza 16 centiméter, testtömege 16-17 gramm.

## Életmódja
A talajról és a levelekről, párban keresgéli ízeltlábúakkal álló táplálékát.

## Természetvédelmi helyzete
Elterjedési területe  kicsi és csökken, az egyedszáma is csökken. A Természetvédelmi Világszövetség Vörös listáján súlyosan veszélyeztetett fajként tartja nyilván.